# Florien
Florien és una població dels Estats Units a l'estat de Louisiana. Segons el cens del 2000 tenia 692 habitants.

## Demografia
Segons el cens del 2000, Florien tenia 692 habitants, 258 habitatges, i 190 famílies. La densitat de població era de 120,4 habitants/km².
Dels 258 habitatges en un 41,9% hi vivien nens de menys de 18 anys, en un 55,4% hi vivien parelles casades, en un 15,5% dones solteres, i en un 26% no eren unitats familiars. En el 24,4% dels habitatges hi vivien persones soles el 10,9% de les quals corresponia a persones de 65 anys o més que vivien soles. El nombre mitjà de persones vivint en cada habitatge era de 2,68 i el nombre mitjà de persones que vivien en cada família era de 3,19.
Per edats la població es repartia de la següent manera: un 30,8% tenia menys de 18 anys, un 8,5% entre 18 i 24, un 29,2% entre 25 i 44, un 20,8% de 45 a 60 i un 10,7% 65 anys o més.
L'edat mediana era de 33 anys. Per cada 100 dones de 18 o més anys hi havia 84,9 homes.
La renda mediana per habitatge era de 22.153 $ i la renda mediana per família de 25.833 $. Els homes tenien una renda mediana de 29.375 $ mentre que les dones 16.354 $. La renda per capita de la població era de 10.855 $. Entorn del 21,4% de les famílies i el 24,8% de la població estaven per davall del llindar de pobresa.

## Poblacions més properes
El següent diagrama mostra les poblacions més properes.